# Station Oxted
Oxted is een spoorwegstation van National Rail in Tandridge in Engeland. Het station is eigendom van Network Rail en wordt beheerd door Southern. 

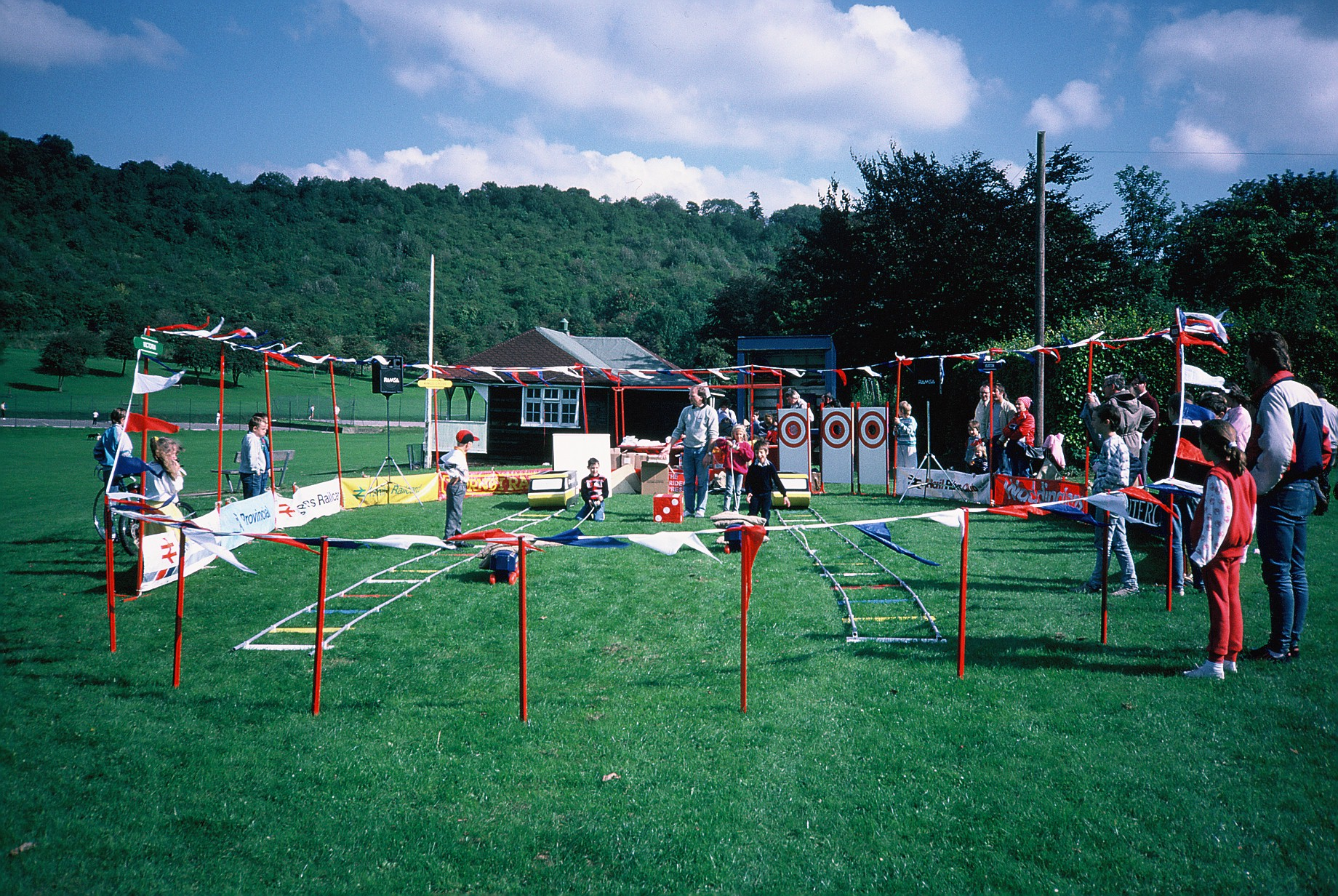
Feestelijkheden ter gelegenheid van de elektrificatie van het traject East Grinstead - Oxted